# Francisco Ascaso Abadía
Francisco Ascaso Abadía (Almudévar, província d'Osca, 1 d'abril de 1901 - Barcelona, 20 de juliol de 1936) fou un dirigent anarquista aragonès militant de la Confederació Nacional del Treball (CNT). Cosí del també anarquista Joaquín Ascaso.

## Biografia
Va treballar de cambrer a Saragossa i el 1922 es traslladà a Barcelona. Allà es va fer amic inseparable de Buenaventura Durruti, i ambdós constituïren, juntament amb García Jover, Ricardo Sanz García, Aurelio Fernández, Joan García Oliver i altres, el grup d'acció directe Los Solidarios per lluitar contra la patronal i la policia. Fou acusat de participar en l'assassinat del cardenal Soldevila a Saragossa per la qual cosa fou empresonat el juny de 1923.
El desembre de 1923 va poder fugir cap a França, des d'on organitzà un atemptat contra el rei Alfons XIII el juny de 1926 que fou descobert per la policia francesa, i aleshores fou empresonat altre cop. Va romandre a l'exili a Cuba, Mèxic i Brussel·les, però se'l considera també un dels fundadors de la FAI el 1927.
Amb la proclamació de la Segona República Espanyola va tornar a Catalunya per formar part del grup d'acció directa Nosotros (continuació de l'anterior Los Solidarios). Es va implicar en alguns intents insurreccionals com ara la revolta de l'Alt Llobregat el gener de 1932, raó per la qual fou deportat a Villa Cisneros (Sàhara Espanyol) i Fuerteventura.
Quan va tornar a Catalunya va ser secretari del comitè de la Confederació Regional del Treball de Catalunya (CRTC) l'any 1934 i col·laborà al diari Solidaridad Obrera, des d'on atacà els responsables dels fets de Casas Viejas. Fou empresonat novament a València fins a la victòria del Front Popular el febrer de 1936. Aleshores participà en el IV Congrés confederal de la CNT a Saragossa (maig de 1936) com a representant del Sindicat Fabril i Tèxtil de Barcelona. Fou nomenat cap del comitè regional de la CNT a Catalunya.
En produir-se la sublevació militar a Barcelona el 19 de juliol de 1936 (que iniciaria la Guerra Civil espanyola), ell i Durruti es posaren al capdavant dels militants de la CNT mobilitzats per enfrontar-s'hi. Va caure mort just l'endemà, el 20 de juliol de 1936, després de rebre un tret al cap quan intentava assaltar la caserna de les Drassanes de Barcelona amb altres combatents de la FAI. En honor del seu sacrifici la producció d'una variant de la pistola Astra 400 fabricada a Terrassa es va batejar com a pistola F. Ascaso.
Els militants de CNT el consideraren d'aleshores ençà el primer heroi i màrtir anarquista de la guerra civil.